# Вилуит
Вилуи́т — минерал из группы везувиана, сложный островной  силикат кальция и алюминия.

## Свойства
Кристаллы вилуита короткопризматические с квадратным сечением, иногда также дипирамидальные.
Ранее описывался как разновидность везувиана, в 1998 году был утверждён комиссией по новым минералам и названиям минералов ММА как самостоятельный минеральный вид. Кроме вилуита в группу везувиана входят также родственные минералы: манганвезувиан, фторвезувиан и циприн.

## Месторождения
Встречается в прекрасно образованных кристаллах по берегам реки Вилюй, при впадении в неё реки Ахтарагды (Якутская область, Россия). По имени реки вилуит и получил своё название.
В жильных кальциево-силикатных породах Баженовского месторождения вилуит иногда сопутствует везувиану. При этом основным хромофором, придающим зелёную окраску как везувиану, так и вилуиту, является железо, максимальные концентрации которого в самых тёмных кристаллах везувиана доходят до 3,6% массы, в то время как вилуиты светло-зелёной окраски содержат вдвое меньше ионов железа (около 1,7% в пересчёте на окись железа).